# Mary Onahan Gallery
Mary Onahan Gallery (nascida Onahan e conhecida como Molly; Chicago, 22 de julho de 1866 – Milwaukee, 12 de janeiro de 1941) foi uma escritora, crítica e editora de jornal americana. Ela escreveu principalmente artigos para jornais e revistas. Gallary também foi mãe de três contra-almirantes da Marinha dos Estados Unidos.

## Biografia

### Primeiros anos e educação
Mary Josephine Onahan nasceu em Chicago, Illinois, em 22 de julho de 1866. Ela era filha de William J. Onahan, um líder cívico de Chicago, e Margaret (Duffy) Onahan. Havia cinco irmãos mais velhos, todos os quais morreram na infância.
Gallery foi alfabetizada na Academia do Sagrado Coração, em Chicago, graduando-se ainda na juventude. Sua tia era um dos membros mais valorizados e realizados da ordem. Sua família então se mudou temporariamente para St. Louis, Missouri, onde ela continuou seus estudos. Gallery também foi autodidata, lendo muitos livros da extensa biblioteca de William Onahan. Na Exposição Universal realizada em Chicago em 1893, Gallery participou de um congresso de representantes de mulheres.

### Casamento
Em 5 de setembro de 1898, Mary Gallery casou-se com um advogado chamado Daniel Vincent Gallery, na Catedral do Santo Nome, em Chicago. De acordo com o New York Times, o casamento foi de forma súbita. Seus pais desaprovaram Mary namorar Daniel, então o casal manteve seus planos em segredo. Quando um repórter entrou em contato com William Onahan para comentar, ele chamou a história de absurda e uma farsa. Onahan então descobriu uma carta de Mary que revelava seus planos.
Mary e Daniel Gallery tiveram seis filhos:
- O contra-almirante da Marinha dos EUA, Daniel V. Gallery, Jr.
- John Ireland Gallery
- William Onahan Gallery, contra-almirante
- Mary Margaret Gallery
- Phillip Daly Gallery, contra-almirante da Marinha
- Martha Nancy Gallery [6]

## Carreira
Mary Gallery era uma colaboradora dos jornais diários de Chicago, com muitos de seus artigos republicados pelos diários da cidade de Nova Iorque. Ela acreditava que um dos deveres importantes dos católicos americanos era fazer com que a Igreja fosse feita justiça nas colunas da imprensa diária. Gallary também editou muitos jornais católicos e escreveu vários artigos em revistas. Esses artigos cobriam temas literários, musicais e filantrópicos. Gallary tinha seu maior interesse em histórias da natureza humana sobre a melhoria prática do mundo, pois, como um escritor disse sobre ela: "'Molly' Onahan teria mais prazer na aprovação de um monte de notícias do que em felicitações de todos os prelados de um conselho geral."

Gallery também escreveu versos, mas não os divulgou. Seus papéis no Representante das Mulheres e o Congresso Católico estavam entre os mais lidos. Sobre seu estilo, o autor Walter Lecky disse:
"Embora seja a mais jovem do círculo literário de Chicago, ela é uma escritora de notável habilidade. Há uma graciosa mistura de força e delicadeza em seus escritos. Se ela tiver paciência, aprender a usar o serrote de poda, seu futuro está garantido. O produto da Irlanda na América, um celta em ambiente artístico — o único ambiente natural para um celta — ela aponta para o que o celta deve ser antes que outro século passe."

## Morte

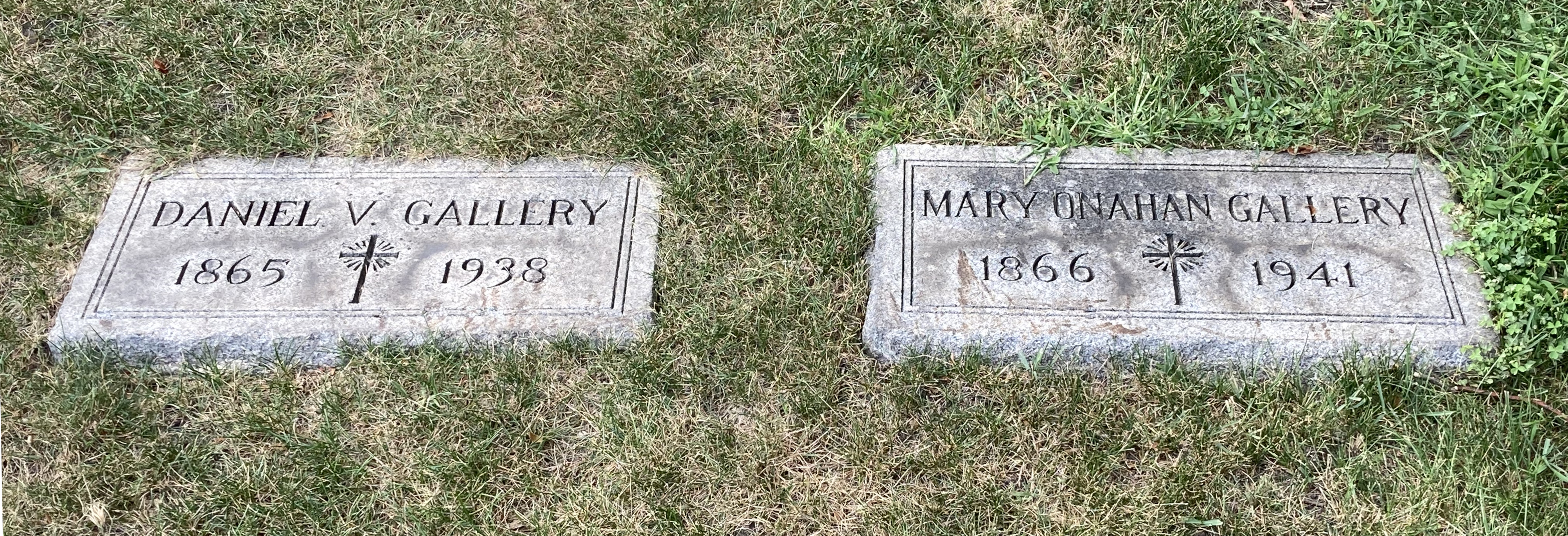
Sepulturas de Daniel Vincent e Mary Onahan Gallery no Cemitério Calvary

Mary Gallery morreu em Milwaukee, Wisconsin, em 12 de janeiro de 1941. Ela foi enterrada no Cemitério Calvary em Evanston, Illinois.

## Obras publicadas

### Por Mary Josephine Anahan
- "John Mitchel's Daughter", Catholic World (em inglês), 1886
- "Chicago's White City by the Sea", The Irish Monthly  (em inglês), 1893
- Catholic Women's Part in Philanthropy (em inglês), 1893[9]
- "An Incident in Old Bologna, The Irish Monthly (em inglês), 1895
- "Pierre Loti", Catholic World, 1895

### Por Mary Anahan Gallery
- Life of William J. Onahan: stories of men who made Chicago (em inglês), 1929